# Jong Tae-Se
Jong Tae-Se, född 2 mars 1984, är en japansk-nordkoreansk fotbollsspelare som för närvarande spelar för den japanska klubben Shimizu S-Pulse. Han har även spelat för det nordkoreanska landslaget.
Till skillnad från många andra landslagsmän har Jong Tae-Se, som föddes i japanska Nagoya, aldrig bott i landet han representerar på landslagsnivå. Istället är anledningen till att han spelar för Nordkorea att hans mamma, som är av sydkoreansk härkomst, ser sig själv som nordkoreanska och därför placerade Jong på en nordkoreansk skola där familjen bodde i Japan. Efter examen från skolan började han även studera vid det privata universitetet i Tokyo som drivs av den nordkoreanska staten.
När Jong var färdig med studierna stod det redan klart att han var en duktig fotbollsspelare, och år 2006 skrev han på för Kawasaki Frontale som han alltså fortfarande tillhör. I samma veva avsade han sig även sitt sydkoreanska medborgarskap för att kunna få ett nordkoreanskt och därmed kunna representera Nordkorea på landslagsnivå.
I landslagsdebuten blev det fyra mål mot Mongoliet och sedan dess har Tae-Se varit en viktig kugge i det nordkoreanska landslag som kvalade in till VM 2010. Han har även blivit omåttligt populär i Nordkorea, något som knappast förändrades när en rörd Tae-Se grät under den nordkoreanska nationalsången inför matchen mot Brasilien som var Nordkoreas första VM-match sedan 1966.